# 1929 في أفغانستان
فيما يلي قوائم الأحداث التي وقعت خلال عام 1929 في أفغانستان.

## سياسة

### تعيين في المنصب
- 14 يناير – عناية الله خان King of Afghanistan ‏.
- 17 يناير – حبيب‌ الله كلكاني King of Afghanistan ‏.
- 16 أكتوبر – محمد نادر شاه King of Afghanistan ‏.

### انتهاء فترة المنصب
- 14 يناير – أمان الله خان King of Afghanistan ‏.
- 17 يناير – عناية الله خان King of Afghanistan ‏.
- 16 أكتوبر – حبيب‌ الله كلكاني King of Afghanistan ‏.

## مواليد

### يناير
- 6 يناير – بابراك كرمال

### مايو
- 4 مايو – محمد أمان

### أغسطس
- 1 أغسطس – حفيظ الله أمين سياسي أفغانستاني.

## وفيات

### نوفمبر
- 2 نوفمبر – حبيب‌ الله كلكاني (مواليد 1890) سياسي أفغانستاني.